# ANAグループプレゼンツ プレミアムラウンジ
ANAグループプレゼンツ プレミアムラウンジ（エイエヌエイグループプレゼンツ プレミアムラウンジ）は、かつてRBCiラジオで月曜〜金曜 11:00〜11:20に放送していたラジオ紀行番組。

## ナレーター
- 有銘琴絵
  - 時によってはナレーターの有銘自身が自ら取材し、レポートする場合もある。その場合は富原志乃が番組進行を代行する。

過去には宮城麻里子アナウンサーが代行したこともあったが、宮城アナの退社後は富原に一本化された。

## 概要
- 2005年4月放送開始。2010年4月2日の放送を以て5年間の歴史に終止符が打たれることになった。
  - 当初は14:00〜14:20だったが、@BBSと入れ替えで今の時間になった。
- 提供はタイトルが示す通りANAグループ。
- 主な内容として、前半に週代わりで全国各地の観光地案内などを「特集」として紹介し、ANAグループの各種サービス案内などを後半に放送。

（特集）番組前半に放送。頻繁に放送されているのは以下の通り。
- 「旅ってみよう」：実際に国内外を旅した様子を録音して紹介。2週間かけて放送することもある。旅は有銘・富原・番組ディレクターが主。BGMは「陽の当たる家」（葉加瀬太郎）。
- 「ステキ日本」：JRN各局アナウンサーとの電話インタビューで、その地域の情報を1週間かけて紹介。
- 「ワンダフルワールド」：世界を旅した人（主として県内在住者）に、その様子を語ってもらう。
- 「マイル獲得情報」：ANAマイルを貯める方法を伝授。